# Halictus senilis
Halictus senilis là một loài Hymenoptera trong họ Halictidae. Loài này được Eversmann mô tả khoa học năm 1852.